# Middelstum
Middelstum (Gronings: Milnsum) is een plaats in de gemeente Eemsdelta in de Nederlandse provincie Groningen, gelegen aan het Boterdiep. De plaats telde op 1 januari 2023 2.280 inwoners. Het dorp is vanwege zijn goed bewaard gebleven radiale wierdestructuur en historische centrum aangewezen als beschermd dorpsgezicht met een uitbreiding daarop.

## Gemeente
Middelstum was van 1795 tot 1990 een gemeente. Naast het hoofddorp Middelstum bestond deze uit de dorpen, gehuchten en buurtschappen: Anderwereld, Engeweer, Fraamklap, Huizinge, Oosterburen, De Palen, Rodeschool, Toornwerd en Westerwijtwerd. Een paar huizen die tot het dorp Kantens behoorden, lagen ook nog in de gemeente Middelstum. Bij de herindeling in 1990 zijn deze opgenomen in de toen gevormde gemeente Eemsmond. Eemsmond ging per 1 januari 2019 op in de fusiegemeente Het Hogeland.
Middelstum zelf werd in 1990 een deel van de gemeente Loppersum, die per 1 januari 2021 opging in de fusiegemeente Eemsdelta.

## Geschiedenis
Het is niet bekend wanneer Middelstum is ontstaan. Het is een oud radiaalvormig wierdendorp dat voor het eerst wordt genoemd in de negende eeuw wanneer ene Ditmar een schenking doet aan de abdij van Fulda van land in het dorp 'Mitilistenheim' in Hunsingo. In 945 wordt het genoemd als 'Midisheim', rond 1000 als 'Midlisthem', in 1300 als 'Midlestum', in 1372 als 'Myddelstum' en in 1378 duikt de spelwijze 'Middelstum' voor het eerst op in oorkonden.
Bij het dorp bevonden zich lange tijd de borgen Asingaborg en Mentheda, die beiden werden gesloopt in de 18e eeuw (respectievelijk in 1744 en circa. 1738), maar waarvan de borgterreinen (in het noorden van het dorp) tot op heden grotendeels onbebouwd zijn gebleven. Van Asinga resteert het poortgebouw. Even ten noorden van het dorp is de onderbouw van de verdedigingstoren van de borg Ewsum (afgebroken in 1863) nog aanwezig. De familie Van Ewsum bewoonde later de borg Nienoord bij Leek.
In 1445 werd de grote laatgotische Sint-Hippolytuskerk gebouwd in opdracht van de rijke hoofdeling Onno van Ewsum. In 1863 volgde een eenvoudige doopsgezinde kerk en in 1869 werd de toren van de grote gereformeerde kerk gebouwd, waarbij zich ook een pastorie in eclectische stijl bevindt. In het dorp bevindt zich een klein museum, de authentiek ingerichte Bakkerij Mendels, grotendeels stammend uit de 17e eeuw. Een ander 17e-eeuws gebouw is de Herberg De Valk. Aan de noordkant van Middelstum, tussen het dorp en Toornwerd staat de voormalige koren- en pelmolen De Hoop uit 1855.
In 1660 werd het Boterdiep (een belangrijk trekvaartkanaal) vanaf Bedum doorgetrokken via Middelstum naar Kantens. Eind 19e eeuw werd deze vaarverbinding van groot belang voor het dorp toen ze de ontwikkeling mogelijk maakte van een oliemolen, (hout)zaagmolen, zuivelfabriek en een steenfabriek (Labor; zie Steenfabrieken).
In 1795 telde het dorp 583 inwoners, in 1849 was dit opgelopen tot 1018, in 1899 tot 1057 (waarvan 30 buiten de bebouwde kom), in 1947 tot 1634 en in 2006 tot 2419 inwoners. Aan de spoorlijn Groningen - Delfzijl bestond vanaf 1884 de halte Middelstum. Deze leverde weinig reizigers op omdat de afstand van 4 kilometer tussen het dorp en de spoorlijn groot was, en werd in 1953 gesloten.
Op 8 augustus 2006 vond in Middelstum een aardbeving plaats met een kracht van 3,5 op de schaal van Richter als gevolg van de bodemdaling door aardgaswinning. Dit was de zwaarste aardbeving tot dat moment in de noordelijke provincies.

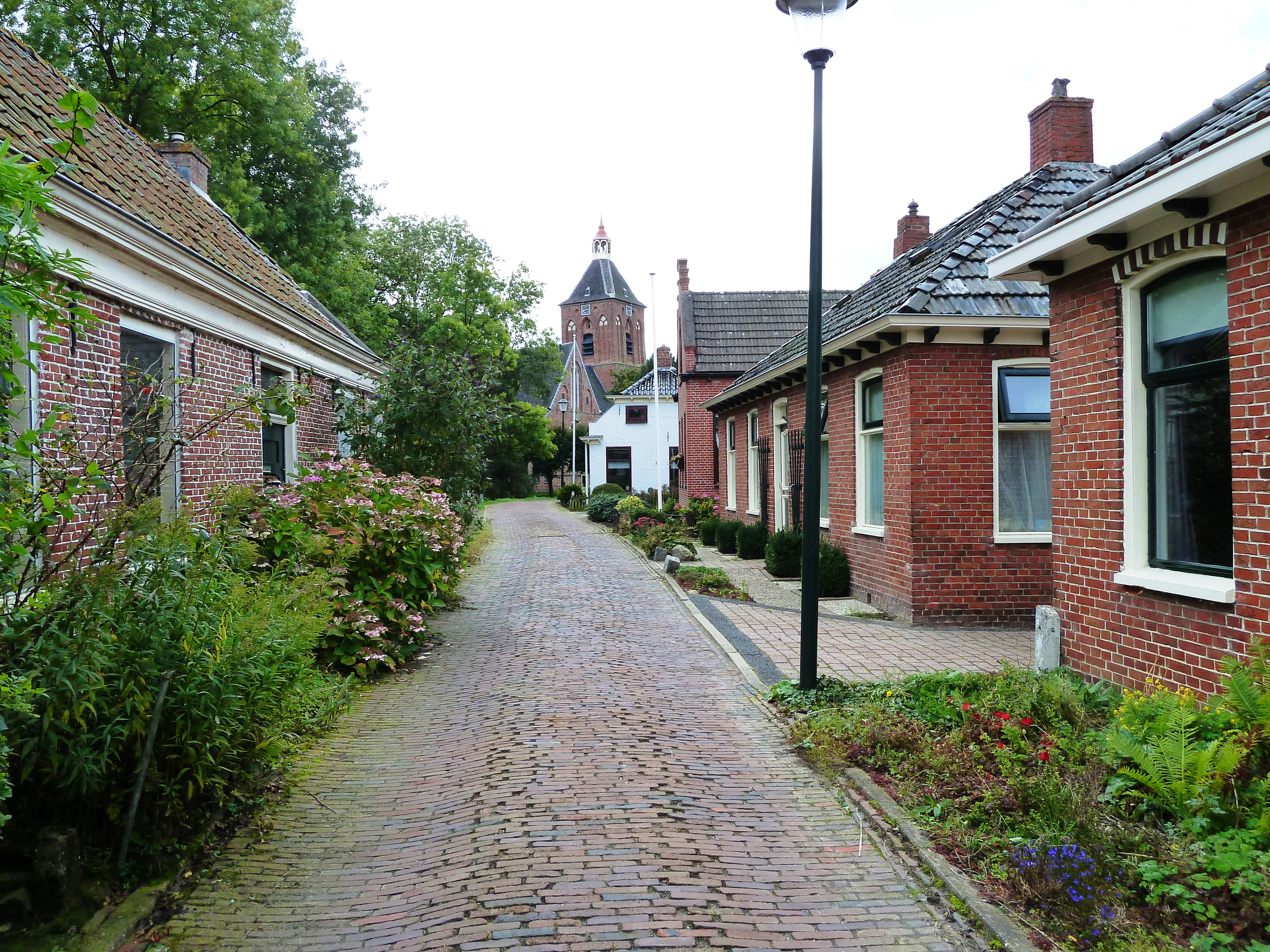
Kerkpad richting de hervormde kerk
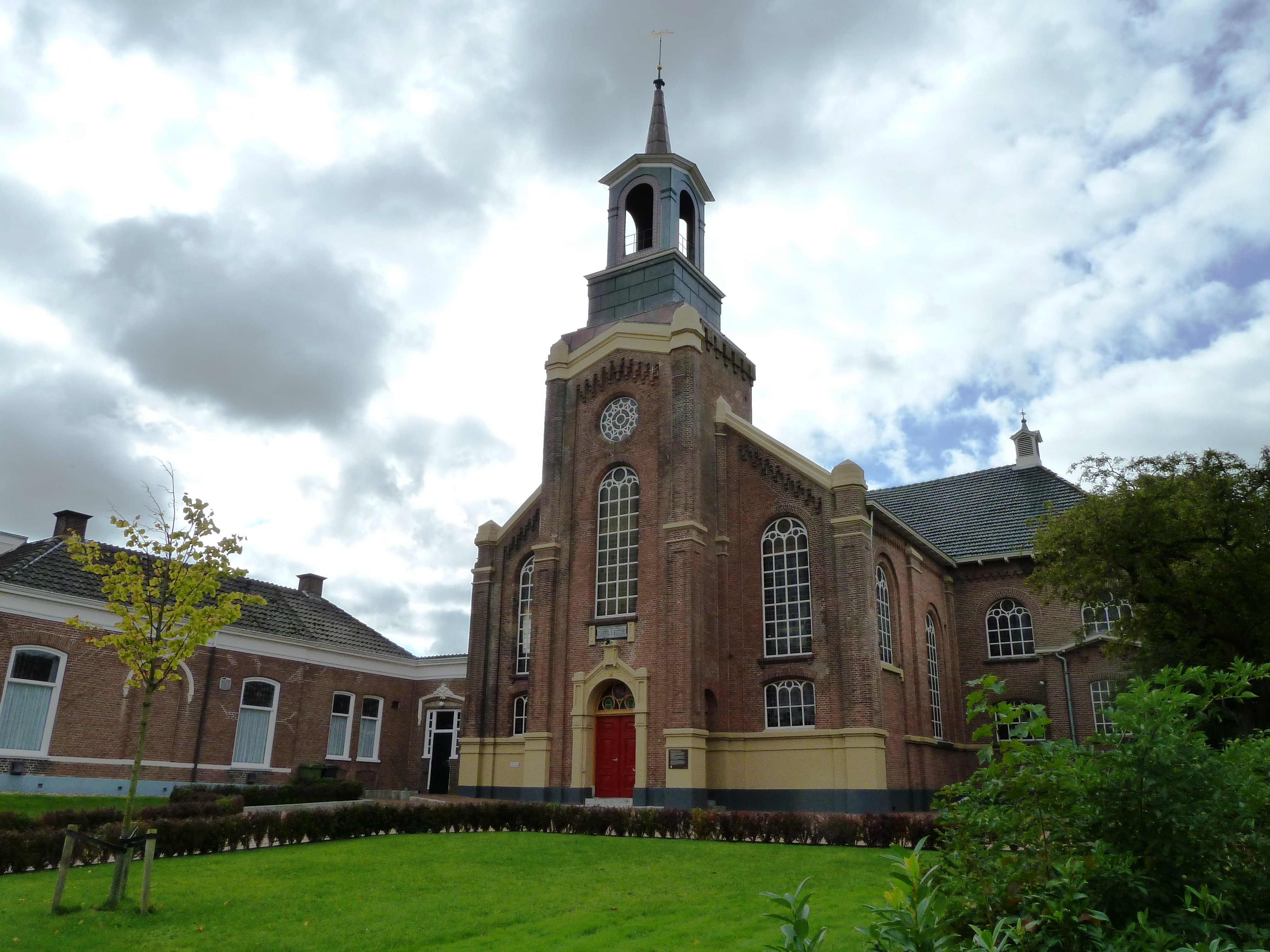
Gereformeerde kerk (1869-1870) in eclectische stijl
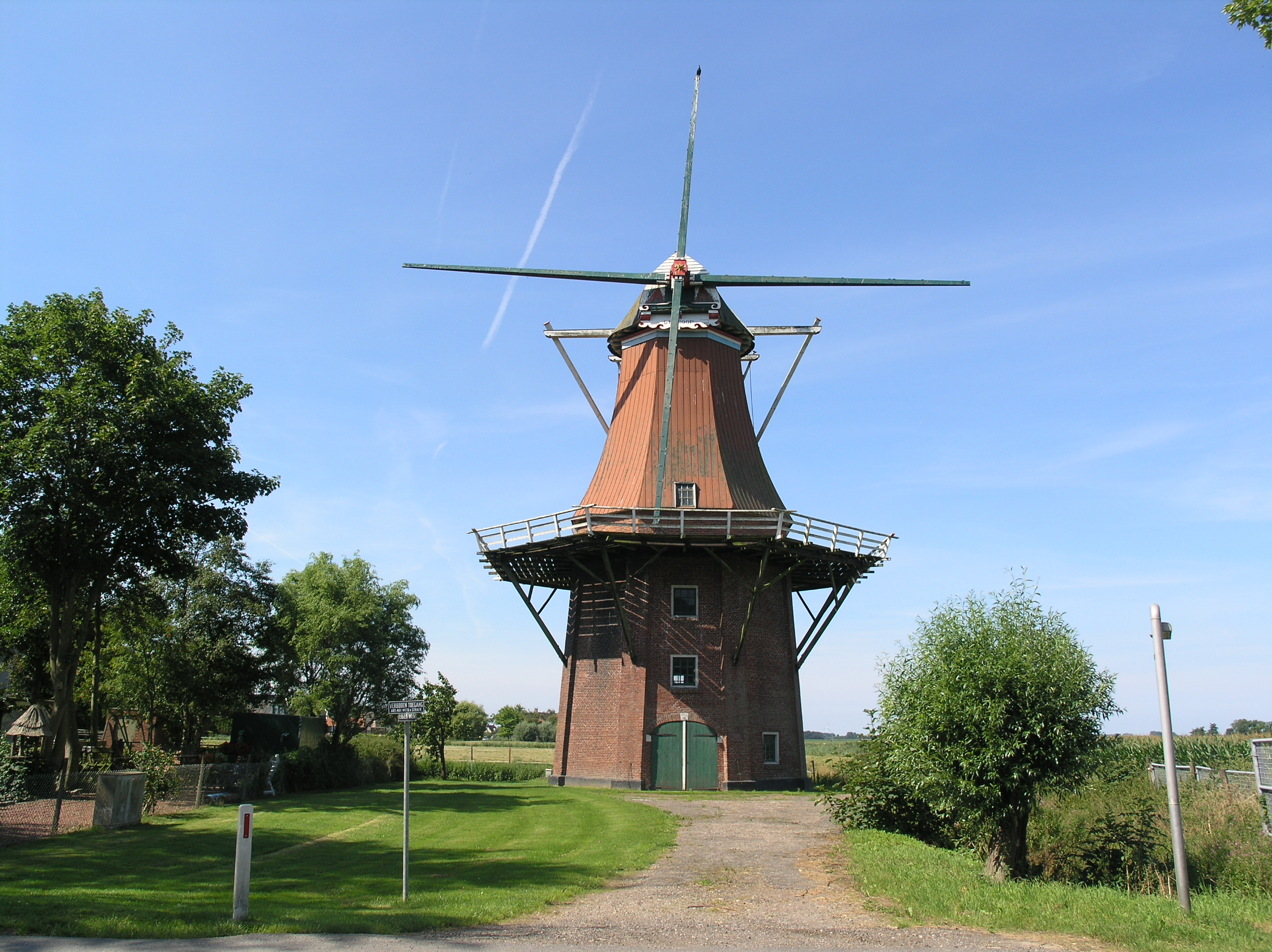
Molen De Hoop (1855)
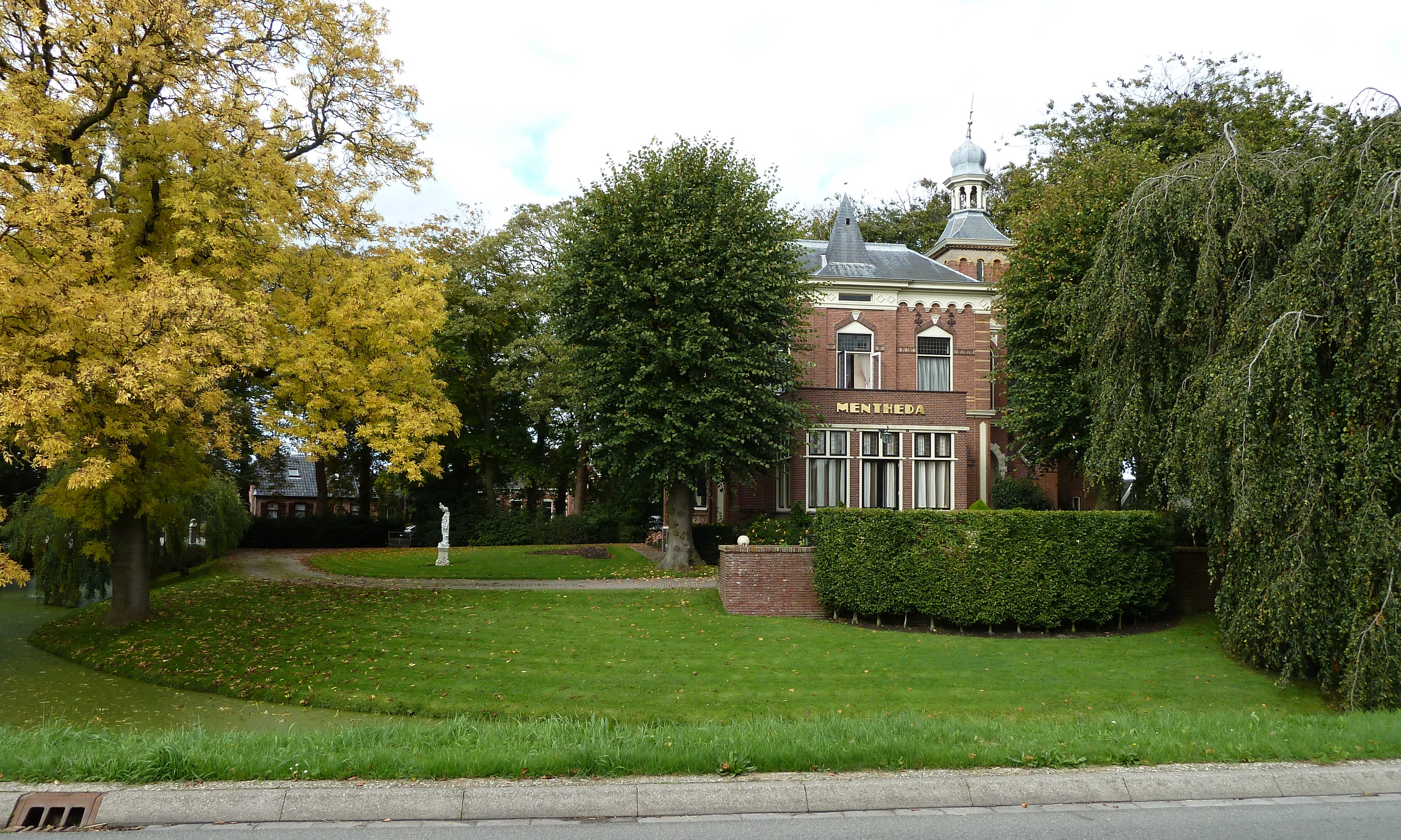
Villa Mentheda (1905) tegenover de plaats van de vroegere borg
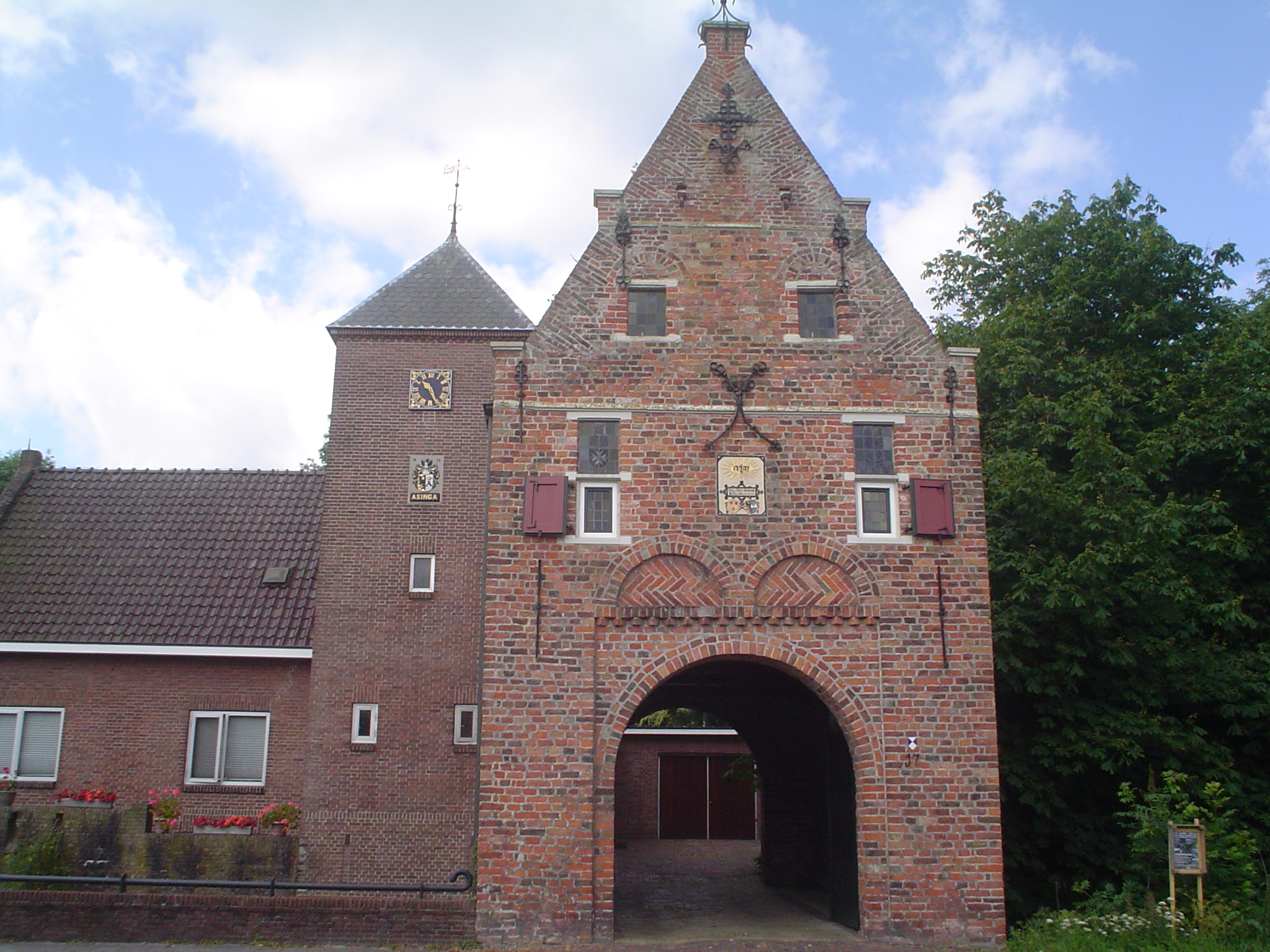
Poortgebouw voormalige Asingaborg (1611)
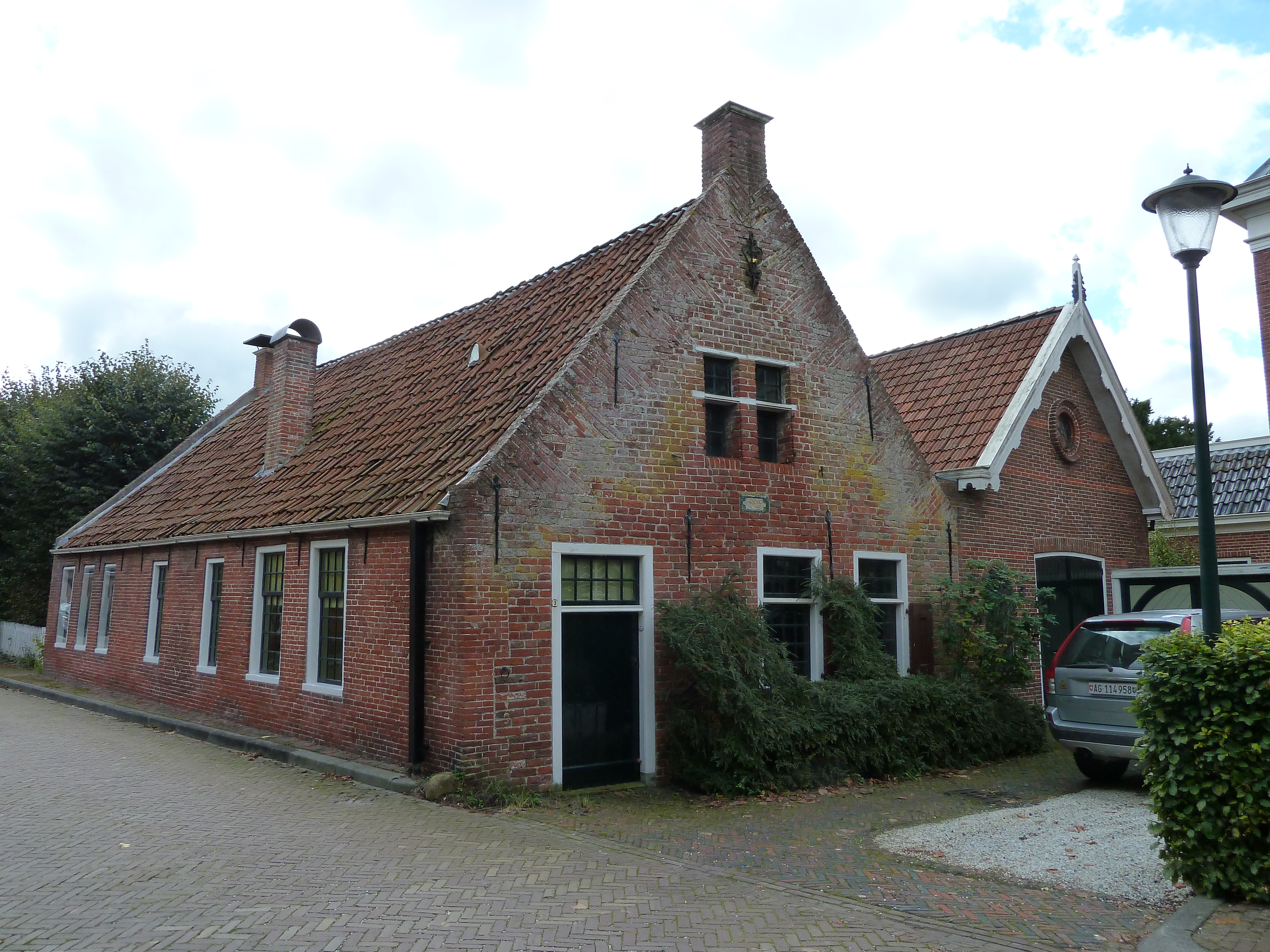
Voormalige bakkerij Mendels (1689)
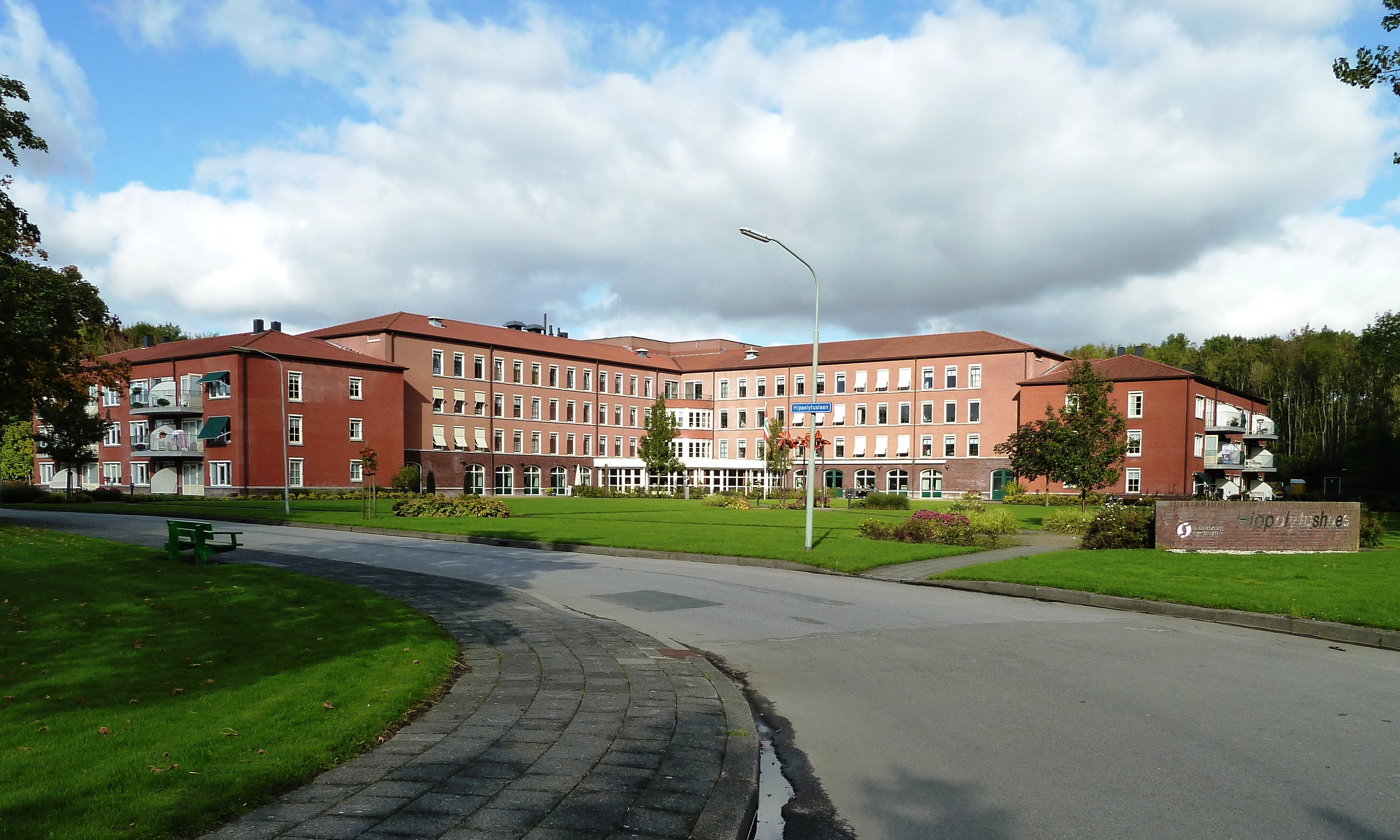
Verzorgingstehuis Hippolytushoes, een van de grootste gebouwen van Middelstum
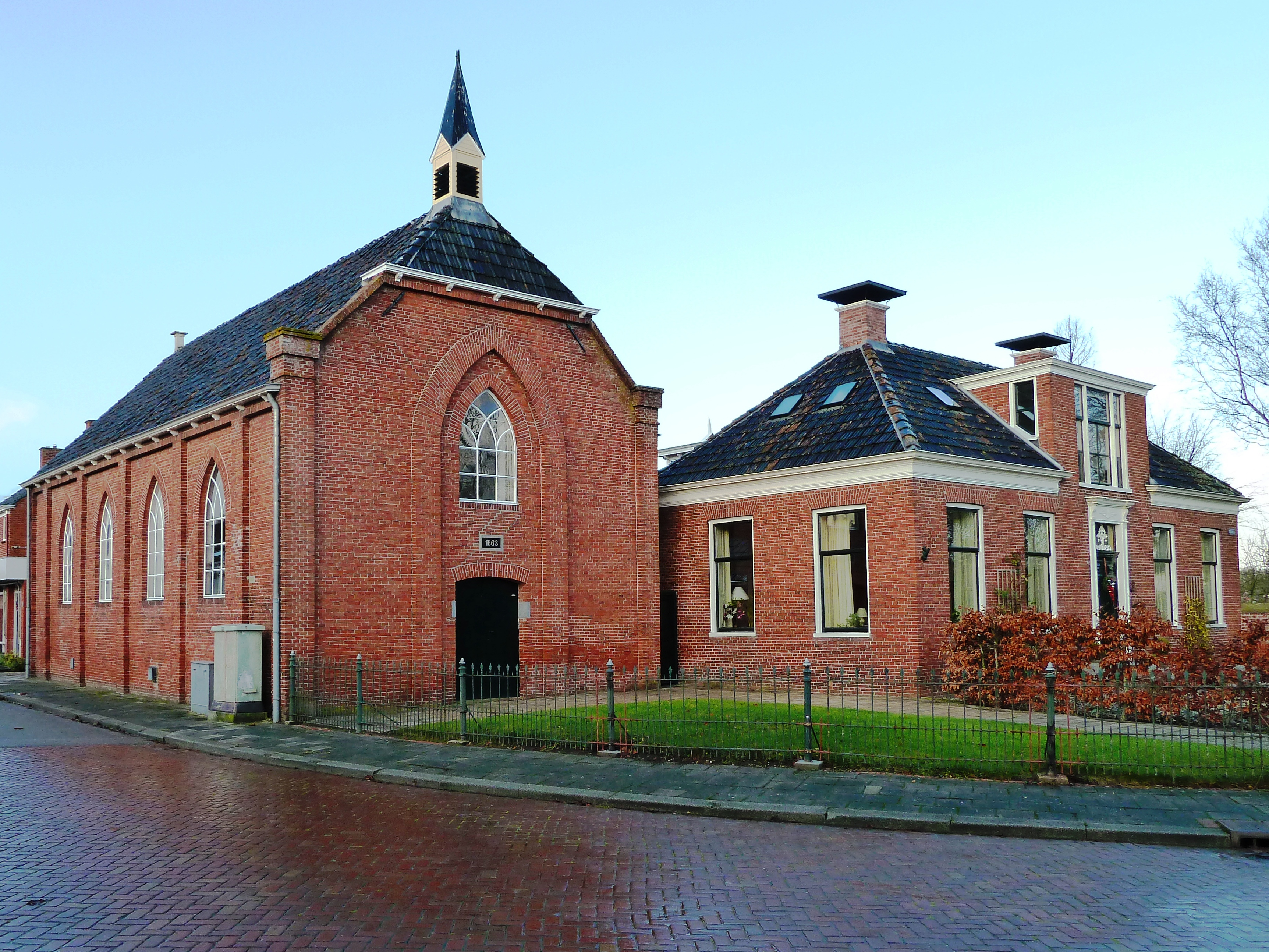
Doopsgezinde kerk en pastorie
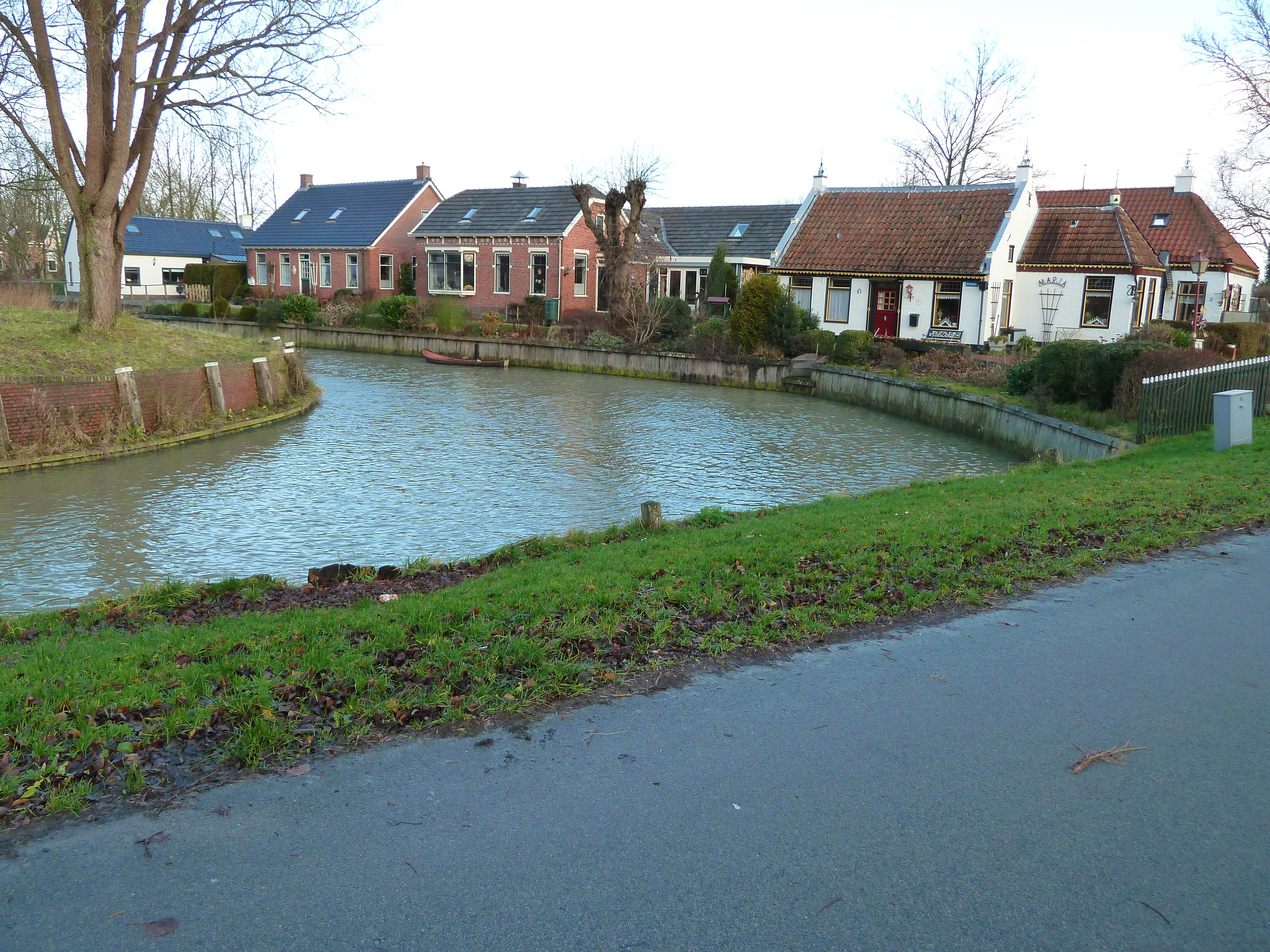
Huizen aan het Boterdiep

### Steenfabrieken
In de 20e eeuw bevonden zich drie baksteenfabrieken in en bij het dorp; Labor (1914-1968) aan het Boterdiep en (naast elkaar) de fabrieken Boerdam (1907-1981) en Fraamklap (1978-1981) van de Verenigde Steenfabrieken Groningen (VSG) bij het zuidwestelijker gelegen gehucht Fraamklap. De VSG had eveneens fabrieken staan in Winneweer, Feerwerd, Scheemda, Zuidwolde en tot 1926 ook in Bedum. Tevens was de VSG grootaandeelhouder in de NEHOBO-groep die fabrieken had staan in de Gelderse dorpen Druten en Heukelum en het Limburgse dorp Tienray. Het hoofdkantoor was gevestigd aan de Verlengde Hereweg 138 en 140 te Groningen. De aandelen waren in bezit van een tweetal Groningse families, Kwant en v/d Ploeg. In 1978 werd Fraamklap geopend, in die tijd de modernste steenfabriek van Nederland. Echter, in 1981 moest de VSG de poorten van al haar fabrieken sluiten vanwege de enorm teruglopende vraag naar bakstenen. De gebouwen van Fraamklap zijn later in gebruik genomen door Vast Banket en de machines werden in onderdelen verkocht aan een Belgische producent die ze anno 2022 nog steeds in gebruik heeft. Labor was een familiebedrijf dat in 1914 werd opgericht door Jacob Hessel Dethmers en ging ter ziele na toenemende problemen van arbeid en met de afzet van metselstenen, waarop in 1968 de fabriek deelnam aan de Vereniging Sanering Metselbaksteen-industrie in het kader van het eerste landelijk programma ter indamming van de structurele overcapaciteit bij steenfabrieken. De fabriek werd in het kader daarvan onder andere contractueel verplicht 10 jaar niet meer te produceren, waarop de directie de fabriek sloot. In 1971 werden de gebouwen omgevormd tot een op- en overslagbedrijf en in 1976 verkocht de familie Dethmers het complex en werd het omgevormd tot het palletbedrijf Labor Pallet BV.

## Geboren in Middelstum
- Egbert Lewe van Middelstum (1743-1822), politicus
- Pieter François Leonard Plaat (1816-1885), burgemeester van Usquert en Warffum
- Menno Wolthuis (1863-1928), organist, dirigent en componist
- Jan Klompsma (1928-2021), tekstdichter en (scenario)schrijver
- Meindert Schollema (1950-2019), (waarnemend) burgemeester van Pekela en Menterwolde
- Anne Soldaat (1965), gitarist, zanger en songwriter van onder andere Daryll-Ann
- Esther Makken (2003), voetbalster